# میلان لاسیتسا
میلان لاسیتسا (انگلیسی: Milan Lasica; ۳ فوریهٔ ۱۹۴۰ – ۱۸ ژوئیهٔ ۲۰۲۱) کمدین، بازیگر، خواننده، نویسنده، ترانه‌سرا و طنزپرداز محبوب کشور اسلواکی بود. او که از سال ۱۹۶۱ تا زمان مرگش فعال بود، عمدتاً به دلیل اجرای دوگانه اش با یولیوس ساتینسکی و همکاری آنها با موسیقیدان یاروسلاو فیلیپ شناخته شد.
لاسیکا در زوولن، اسلواکی به دنیا آمد. او در سن ۸۱ سالگی بر اثر نارسایی قلبی درگذشت. او در حین اجرای خود در براتیسلاوا، پس از تعظیم در پایان آهنگی از برنامه خود به نام «من یک خوشبین هستم» از دنیا رفت.